# Хартнак, Вильгельм

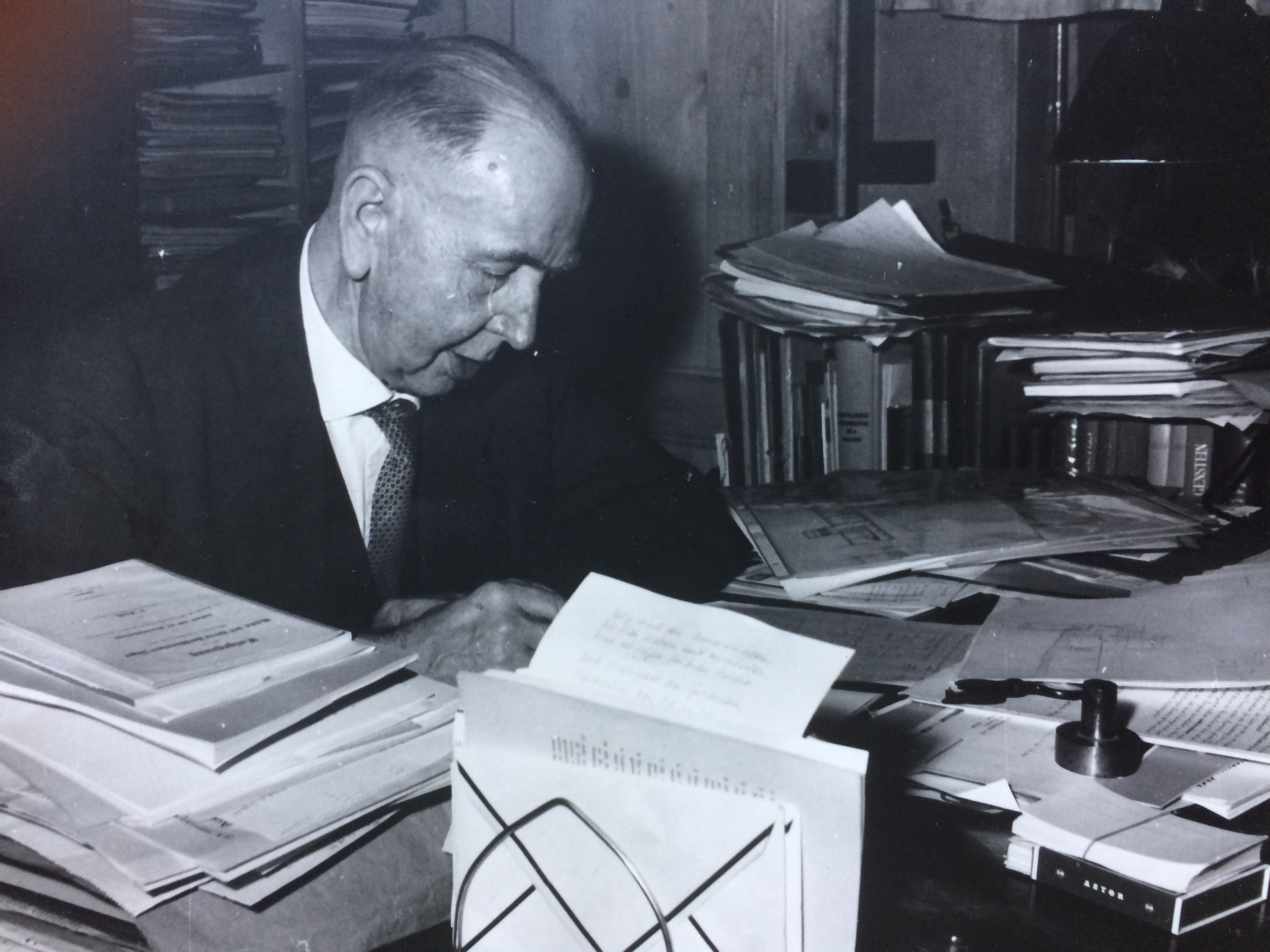
Вильгельм Харнак, около 1962 года

Вильгельм Хартнак (нем. Wilhelm Hartnack; 31 января 1893, Эльберфельд — 29 июля 1963, Ласфе) — немецкий географ, преподаватель университета и краевед.

## Биография и научная деятельность
Вильгельм Хартнак был сыном учителя женской школы Карла Хартнака и его жены Вильгельмины, урожденной Шпис. Он был крещен в протестантской реформатской церкви, но, предположительно, покинул церковь во время нацистского режима и, согласно его личным документам, считался «верующим в Бога». Сначала он посещал гимназию в Эльберфельде (1903–1914), где также получил аттестат зрелости. В 1914 году он стал членом «Эрлангенского братства Франкония» (Эрлангенского братства Франкония). После окончания Первой мировой войны, в которой он принимал участие, Хартнак вступил в нелегальный «Добровольческий корпус» студенческого буржуазного братства Эрлангена, который образовал формирование внутри фрайкора Эпп. Хартнак принимал участие в подавлении Баварской советской республики фрайкором, за которым последовал «белый террор» корпуса, приведший к сотням смертей предполагаемых и реальных сторонников советского правительства.
Переехав из Эрлангена в Грайфсвальд, в 1921 году он сдал государственный экзамен в Грайфсвальдском университете, с 1921 по 1925 год работал ассистентом в местном Географическом институте и в 1924 году получил степень доктора философии.
В 1922 году он вступил в немецкую националистическую партию. 1 мая 1933 года вступил в НСДАП (членский номер 2 180 260), а в ноябре 1933 года — в СС (членский номер СС 231 790), где получил звание оберштурмфюрера. Он руководил штурмом одного из объектов в Грайфсвальде.
С 1927 года он работал частным преподавателем в Грайфсвальде, а к 1933 году стал ассистентом профессора Густава Брауна. В 1933 году он попал в заголовки газет, ложно обвинив своего наставника Густава Брауна в финансовых махинациях. Браун, который, как знал Хартнак, находился под политическим подозрением, смог опровергнуть обвинения в суде и был оправдан. Однако Хартнаку удалось «получить оплачиваемую должность преподавателя». Он также смог взять на себя чтение специальной лекции по военной географии и был назначен непостоянным экстраординарным профессором в марте 1934 года. Хотя он не получил кафедру Брауна из-за отсутствия квалификации, но в 1939 году он стал экстраординарным профессором географии в Университете Грайфсвальда.
По словам Хенрика Эберле, автора книги «История университета Грайфсвальда в эпоху нацизма», Хартнак был важен для университета тем, что «как информатор он значительно способствовал национал-социалистическому преобразованию университета».
Хартнак был награжден Крестами военных заслуг 1-го и 2-го класса. Он был награжден румынской медалью крестового похода против коммунизма.
Как географ, Хартнак особенно интересовался почвенными и прибрежными условиями в Померании. Он написал монографии о движущихся дюнах Померании и опубликовал множество статей в научных журналах. Он был редактором Ежегодника Поморского географического общества.
После падения нацистского режима Хартнак вернулся в Ласфе, откуда была родом его семья. Там он был денацифицирован по IV категории как мелкий преступник. В 1953 году он указал в качестве своего адреса: Ласфе/Вестфалия, замок Виттгенштайн. С тех пор он работал местным историком-краеведом. В 1950-х годах он взял под контроль архивы аббатства Кеппель и систематически разложил имеющиеся документы по 280 отделениям. В последующие годы Хартнак занимался историческими и региональными исследованиями региона Виттгенштайн. С 1956 по 1962 год он был редактором краеведческого журнала Wittgenstein – Blätter des Wittgensteiner Heimatvereins.
В 1957 году Хартнак был ключевым соавтором 4-5 выпусков справочника по природно-территориальному делению Германии, опубликованного Федеральным институтом региональных исследований, где он был основным автором по крупным природным регионам Вестервальду и Зюдербергланду. В том же году он был избран действительным членом Исторической комиссии Вестфалии. В начале 1963 года по случаю его 70-летия соседнее Краеведческое общество Зигерланда наградило его премией «Зигерландталер» в знак признания его заслуг в исследовании истории аббатства Кеппель.
Хартнак умер после продолжительной болезни и был похоронен в Ласфе 1 августа 1963 года. Его нацистская биография никогда не разглашалась и не обсуждалась как при его жизни, так и в течение многих десятилетий после неё.

## Публикации (выборка)
- Wanderdünen Pommerns – Ihre Form und Entstehung. Greifswald 1925, DNB 573667942. (нем.)
- Beiträge zu einer Entwicklungsgeschichte der Kartographie Pommerns unter besonderer Berücksichtigung unveröffentlichter handschriftlicher Karten. Greifswald 1926. (нем.)
- Die Küste Hinterpommerns. 1924, DNB 570684897. (нем.)
- Die Küste Hinterpommerns unter besonderer Berücksichtigung der Morphologie. (2. Beiheft zum 43./44. Jahrbuch der Geographischen Gesellschaft Greifswald). Greifswald 1926, DNB 363951334. (нем.)
- 45 Jahre Geographische Gesellschaft Greifswald. Sonderdruck aus Nr. 55 der Greifswalder Zeitung vom 6. März 1927. Verlag Julius Abel, Greifswald 1927, DNB 573667888. (нем.)
- Physiographische Skizzen von Waldeck. 1928, DNB 573667926. (нем.)
- Madeira – Landeskunde einer Insel. 1930, DNB 363951342. (нем.)
- Oberflächengestaltung der ostpommerschen Grenzmark. In: Nik. Creutzburg (Hrsg.): Nordosten I – Landschaften des deutschen Nordostens. 1931, S. 99–127. (Mit Karte des submarinen Reliefs vor der ostpommerschen Küste). (нем.)
- Zur Entstehung und Entwicklung der Wanderdünen an der deutschen Ostseeküste – Eine vergleichende Wanderdünenstudie. Leipzig 1931. (нем.)
- Pommerns Küsten- und Grenzlandlage als geographische Bedingungen. In: Pommern – das Grenzland am Meer. 1931, DNB 362307806. (нем.)
- (zusammen mit G. Braun) Die Preußische Provinz Pommern bei der Neueinteilung Deutschlands. 1932. (нем.)
- Morphogenese des nordostrheinischen Schiefergebirges (Sauerland, Siegerland, Waldeck, Westerwald) – Ein Beitrag zur Morphologie deutscher Mittelgebirge. Greifswald/ Bamberg 1932, DNB 57366790X. (нем.)
- Pommern – Grundlagen einer Landeskunde. Schriftenreihe Der Göttinger Arbeitskreis. Heft 31, Februar 1953, Holzner-Verlag, Kitzingen/Main. (нем.)
- Der Wittgensteiner Wald und seine Nutzung im Wechsel der Zeiten. 1954. (нем.)
- Wirtschaftsstruktur und Raumbeziehungen Wittgensteins. In: Westfälische Forschungen – Mitteilungen des Provinzialinstituts für westfälischen Landes- und Volkskunde. 7. Band (1953–1954), Verlag Aschendorff/Böhlau Verlag, 1954. (нем.)
- Emil Meynen, Josef Schmithüsen (Hrsg.): Handbuch der naturräumlichen Gliederung Deutschlands, 4./5. Lieferung. Bundesanstalt für Landeskunde, Remagen/Bad Godesberg 1957; darin Autor von: 32 Westerwald (S. 440–473) und 33 Süderbergland (S. 481–517). (нем.)
- Die Entstehung Berleburgs – historisch-kritische Bemerkungen. 1958, DNB 451847067. (нем.)
- Die Laaspher Hof-Apotheke. In: Wittgensteiner Heimatverein. Heft 4, 1960. (нем.)
- als Herausgeber: Das Wittgensteiner Landrecht nach dem Original-Codex von 1579. Laasphe 1960, DNB 458774464. (нем.)
- zusammen mit Heinz Flender: Stift Keppel im Siegerlande 1239–1951. Band 1, Selbstverlag, 1963; (zusammen mit Juliane Freiin von Bredow) Stift Keppel im Siegerlande 1239 bis 1971. Band 2: Geschichte der Schule und des Internats. 1871–1971. Stiftsfonds, Stift Keppel 1971, DNB 740714414. (нем.)
- als Herausgeber, unter Mitarbeit von Eberhard Bauer und Werner Wied: Die Berleburger Chroniken des Georg Cornelius, Antonius Crawelius und Johann Daniel Scheffer (1488–1799, ergänzt durch eine Jahreschronik von 1822). Adalbert Carl, Laasphe 1964, DNB 367406896. (нем.)